# Diatraea fuscella
Diatraea fuscella là một loài bướm đêm trong họ Crambidae.